# Дубины (Львовская область)
Дубины (укр. Дубини) — село в Радеховской городской общине Шептицкого района Львовской области Украины.
Население по переписи 2001 года составляло 133 человека. Занимает площадь 0,514 км². Почтовый индекс — 80256. Телефонный код — 3255.